# Походы римских войск в Кавказскую Албанию
Походы римских войск в Кавказскую Албанию начались в 66 году до н. э. и длились вплоть до конца I столетия нашей эры.
Впервые западный мир столкнулся с албанами во время кавказских походов Лукулла и Помпея (66—65 г до н. э.), когда преследовавшие бежавшего в Боспор понтийского царя Митридата римские легионы побывали на территории Кавказской Албании. В результате походов Помпея Албания признала свою зависимость от Рима.
Вновь римские легионы, на этот раз возглавляемые Канидием Крассом, вторглись в Албанию в 36 году до н. э. с целью её покорения. Албаны же при каждом удобном случае старались освободиться от номинальной зависимости от Рима. В 84—96 гг. на территории Албании побывали отряды XII римского легиона, предположительно выполнявшие задания разведывательного плана.
Итогом римских походов стало установление дипломатических и экономических связей между Албанией и Римом, появление на территории Албании предметов западного античного искусства и римских монет. Помимо этого от участников походов греческие и римские учёные получили значительные сведения об Албании и албанском обществе.

## Предыстория
По словам Я. А. Манандяна, Рим не мог позволить, чтобы в тылу его малоазиатских владений — в Коммагене, Восточной Киликии и на берегах Средиземного моря — укрепилось такое государство, как Армения, представлявшее постоянную угрозу его владычеству на Востоке. Рано или поздно, пишет Манандян, Рим должен был свести с царём Армении Тиграном «счёты за покорение им Сирии и опустошение Каппадокии, союзных ему стран».
Весной 69 года до н. э. римские легионы Луция Лициния Лукулла без объявления войны и без получения соответственных полномочий от римского сената вторглись в пределы Армении, подойдя к её столице Тигранакерту. Тигран, не ожидавший нападения, отступил вглубь страны, спешно собирая военные силы. Согласно Плутарху, летом 69 года до н. э. у Тиграна «сошлись поголовным ополчением армяне и кордуены, явились цари, ведя медов и адиабенов поголовным ополчением, пришли от моря, что в Вавилоне, много арабов и много албанов [с берегов] Каспия и соседствующих с албанами иберов; прибыло также немало племён, не имеющих царей и пасущих стада [на берегах] Аракса, привлечённые [одни] желанием оказать помощь, [другие] — дарами».

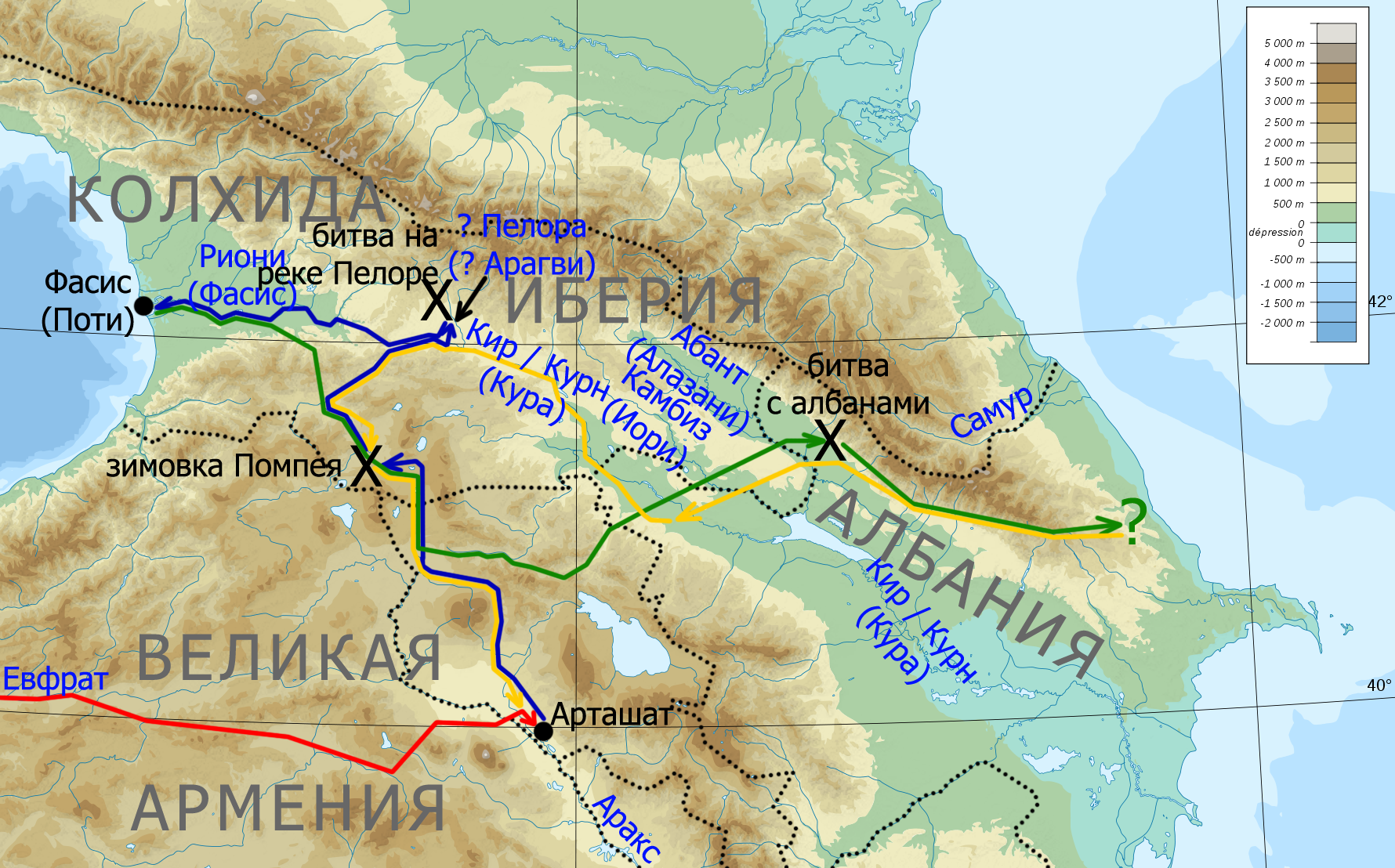
Примерный путь Помпея во время похода на Кавказ (66—64 годы до н. э.).
Путь из Никополя в Арташат.
Путь из Арташата на зимовку, оттуда — в Иберию, а затем — в Фасис.
Окружной путь из Фасиса в Кавказскую Албанию, а оттуда — к Каспию.
Возвращение из Албании в Арташат.
Чёрным пунктиром обозначены границы современных государств; серыми буквами подписаны древние государства; синими буквами подписаны реки — древнее название (современное название); знаком X отмечены битвы; чёрным цветом подписаны города, через которые пролегал путь Помпея, и крупнейшие битвы.

Из слов Плутарха видно, что на помощь Тиграну явилось немало его союзников, среди которых были и албаны и кочевники Приаракской равнины. Этот текст представляет собой первое упоминание об албанах.
6 октября 69 года до н. э. у слияния рек Батман-Су и Фаркин-Су (древняя Никефория) произошло сражение между войсками Тиграна и его союзниками с одной стороны и легионами Лукулла — с другой. В итоге армия Тиграна потерпела поражение, а сам Тигранакерт пал. Население Армении вскоре после поражения перешло на партизанский способ борьбы, нарушая снабжение и затрудняя передвижения римских войск. В итоге, в 66 году до н. э. сенат отозвал Лукулла и назначил на его место Гнея Помпея, которому были предоставлены исключительно большие полномочия.

## Походы Гнея Помпея

Бюст Гнея Помпея Великого из Археологического музея Венеции

Преследуя Митридата Евпатора, который через Армению и Иберию бежал в Диоскуриаду в Колхиде, Помпей вторгся в Армению, принудив Тиграна к отказу от Месопотамии, Софены, Малой Армении и ряда других завоёванных им областей, а также к выплате Риму контрибуции. По дороге в Колхиду Помпей столкнулся с албанами и иберами. Труд Тита Ливия «История от основания города», написанный через 30—40 лет после похода Помпея, является самым ранним источником, касающимся этих событий: «Преследуя Митридата, Гн. Помпей проник к самым крайним и неизвестным народам: иберам и албанам, которые не пропускали его, но он победил в сражениях». По словам Камиллы Тревер, албаны имели все основания отнестись недружелюбно к Помпею, поскольку албанский царь Оройс (Ород) временно давал у себя приют армянскому царевичу Тиграну, а приближение римских легионов грозило независимости и целостности Албании. По пути в Колхиду войска Помпея рисковали подвергнуться нападению дружественно настроенных к Митридату иберов. В связи с этим Помпей решил напасть на Иберию с тыла, со стороны Албании, захватив тем самым врага врасплох. По сообщениям Плутарха, «Помпей шёл против Митридата по необходимости через земли народов, живущих вдоль Кавказа. Наиболее мощными из них были албаны и иберы».

### Первый поход Помпея. Битва у Куры
Направляясь из Арташата на север, Помпей, по сообщениям Диона Кассия, появляется «в области Анахиты у берегов Куры». По мнению Тревер, «областью Анахиты», то есть управлявшейся жрецами «храмовой землёй», может являться территория в районе древнего Халхала (около нынешнего города Газах в Азербайджане) или в восточной части сопредельной с Албанией и Иберией области Армении Гогарене. По предположению Сурена Еремяна, речь может идти о плодородной Борчалинской низменности с её прекрасным климатом. Таким образом, Помпей хотел обезопасить свой тыл сначала от албанов, а затем — от иберов.

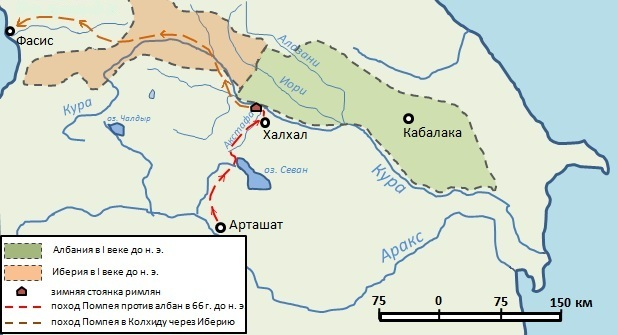
Маршрут первого похода Помпея к границам Албании и в Колхиду (согласно Ю. Джафарову)

Дойдя до Куры, Помпей перед зимней стоянкой разделил своё войско на три части. По словам Тревер, Помпей мог так поступить, опасаясь нападения албанов, но более вероятной причиной было то, что добывать фураж и пропитание для большого войска в одном пункте было бы затруднительно. Несмотря на то, что наиболее близкий по времени к описываемым событиям Тит Ливий сообщал, что албаны не хотели пропустить Помпея, Плутарх ста годами позже писал, что албаны якобы «сначала согласились на просьбу Помпея пропустить его через свои пределы». Тревер полагает, что Плутарху нужно было объяснить нападение албанов на римлян не самозащитой, а предательством, «чтобы сгладить впечатление от попытки римлян коварно с тыла напасть на иберов». Если же албаны, по словам Тревер, всё же согласились, как пишет Плутарх, пропустить римлян, то нападение с их стороны нельзя объяснять коварством, так как они соглашались «пропустить» войско, а не кормить его и подвергаться грабежам и насилию во время зимы.
По словам Плутарха, албаны напали на римлян во время празднования сатурналий — ежегодного праздника у римлян, который отмечался ровно неделю, — но Помпей разбил их, а затем, заключив с ними союз, направился против иберов, которым также нанёс поражение. Плутарх сообщает, что войско албанов насчитывало 40 тысяч, а сколько воинов было у Помпея, неизвестно.
Кассий Дион сообщает о событиях на Куре более подробно. По его словам, Помпей разбил своё войско на три части, которыми командовали Метелл Келер, Лукий Флакк и сам Помпей, расставив их на некотором расстоянии друг от друга. Царь «по ту сторону Кирна [Куры] обитающих» албан Оройс одновременно напал на все три римских отряда, «чтобы они… не могли поспешить друг другу на помощь». По словам Кассия Диона, нападение было вызвано тем, что в отряде Метелла Келера в качестве пленника находился его друг Тигран Младший, которому Оройс хотел помочь. К тому же Оройс опасался нападения римлян на территорию Албании. По словам Мартина Дреера, нападение Оройса на римлян следует расценить как превентивную меру.

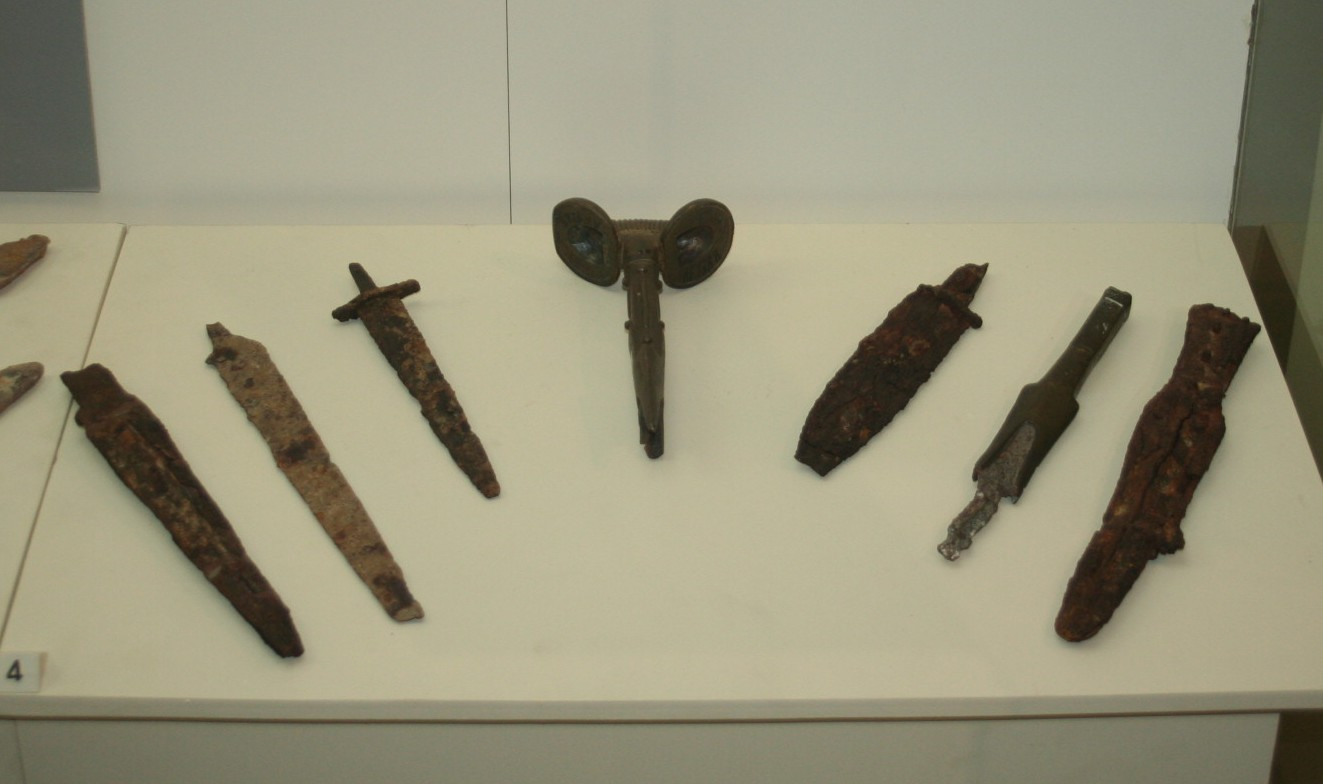
Принадлежавшие албанскому войску бронзовые рукоятки мечей и железные мечи, найденные в окрестностях Газаха и Мингечевира. Музей истории Азербайджана в Баку

Напавший на Метелла Келера отряд возглавлял сам Оройс, а другим своим отрядам он поручил захватить врасплох Помпея и Лукия Флакка. Албаны, однако, потерпели поражение — как пишет Кассий Дион, «ни в одном месте ничего не получилось». Келер опрокинул Оройса сильным ударом, а Лукий Флакк применил военную хитрость: он приказал свои отрядам выкопать внутри лагеря ров меньших размеров, поскольку длинный ров на всём его протяжении он был не в силах защитить. Притворным бегством Флакку удалось заманить албанов внутрь внешнего рва и там разбить. Сам Помпей был готов к нападению албан и, как сообщает Плутарх, позволил им перейти через Куру, прежде чем нанёс им поражение. После этого Помпей поспешил на помощь Келеру, однако захватить Оройса Помпею не удалось, поскольку, узнав о поражении других албанских отрядов, Оройс спешно отвёл войска на свой берег Куры. На переправе Помпей настиг арьергарды албанов и многих из них здесь перебил.
Опасаясь вторжения римлян на территорию Албании, Оройс, как пишет Плутарх, направил к Помпею послов, прося о мире или перемирии. Несмотря на то, что Помпею, по словам историка, очень хотелось отомстить албанам вторжением в их страну, ввиду зимнего времени он вынужден был «простить» албанов и отложить военные действия. Помпей заключил с албанами договор, после чего выступил против иберов, которым в наказание за помощь Митридату нанёс тяжёлое поражение, и вышел в Колхиду. Но уже успевшего бежать на Боспор Митридата Помпею догнать не удалось, и он прекратил преследование. К этому времени до Помпея дошли новости о том, что албаны подняли восстание.

### Второй поход Помпея

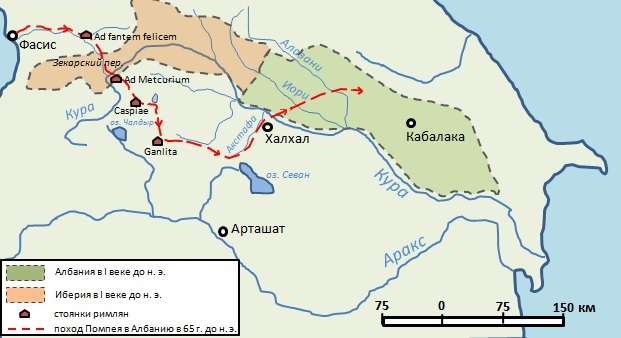
Маршрут второго похода Помпея в Албанию (согласно Я. Манандяну)

Кассий Дион подробно описывает второй поход Помпея против албанов летом 65 г. до н. э. На этот раз Помпей направился в Албанию не коротким путём, которым он дошёл до Колхиды (через Иберию), а через Армению. Согласно Диону, Помпей избрал такой маршрут, чтобы захватить албан врасплох. Согласно Манандяну, войска Помпея через Хоспию вышли к Ганлидже в районе современного села Мармашен) (10—12 км к северо-западу от современного города Гюмри в Армении), а затем, пройдя через территорию современного Спитака и ущелье Ванадзора, направились в Дилижанское ущелье вдоль реки Акстафы к реке Куре — границе Армении и Албании. В долину Куры римские войска, по словам Манандяна, вышли недалеко от современных Газаха и Агстафы. Как уточняет Еремян, из Колхиды в Амению Помпей прошёл через Зекарский перевал, близ которого, по Страбону, был расположен хорошо укреплённый «фриксов город» Идиесса. Тревер считает, что, возможно, были и другие причины того, что Помпей выбрал такой маршрут: Помпей из Колхиды планировал вернуться в Понт, но где-то в районе Ганлиджи ему сообщили о восстании албанов, в связи с чем он резко повернул на восток, на Дилижан и к Агстафе; возможно также, что Помпей не хотел снова появляться со своим войском на территории Иберии, которой незадолго до этого нанёс тяжелые поражения, взяв в заложники сыновей царя Артока.
Перейдя Куру вброд там, где река «сделалась проходимой вследствие летней жары», римское войско, захватив местных жителей в качестве проводников, двинулось по безводной степи в сторону реки Иори (Камбис), но и там «не встретило сопротивления». Албаны сосредоточили свои силы за рекой Алазани (Абас). Встреча римских легионов с албанским войском произошла в лесистой местности около какого-то холма или ущелья. Помпей прибег к военной хитрости, выставив свою конницу впереди, чтобы скрыть за ней свою пехоту. Когда албанская конница и пехота, рассчитывая расправиться с уступавшими им в численности римскими всадниками, бросилась в атаку, римская конница расступилась, обошла нападавших с флангов и атаковала их с тыла, в то время как римская пехота рубила албанов с фронта. Албаны, которым удалось пробиться из окружения, бежали в соседний лес. По словам Аппиана, римляне «гнали варваров в густой лес… Лес этот он (Помпей) со всех сторон окружил своим войском, затем велел его поджечь и преследовал выбегавших оттуда».
Албанское войско было разбито, несмотря на то, что среди албанов отважно сражались не только мужчины, но и женщины, которых Плутарх называет «амазонками» (К. Тревер полагает, что это могло быть ополчение, собранное из местных жителей, которое должно было сдержать римлян). В сражении погиб командовавший албанским войском Косис, брат царя Оройса. На основании отрывочных сведений, имеющихся у историков, К. Тревер восстанавливает ход дальнейших событий. Помпей после сражения встал лагерем в предгорьях Кавказа и потребовал от Оройса «спуститься на равнину» и прибыть в римский лагерь. Тот, однако, предпочёл отправить Помпею дары, заложников и послание с просьбой о «помиловании» и «примирении». Таким образом, царь Албании в результате признал свою зависимость от Рима. Помпей же стал первым римским военачальником, вступившим со своими легионами на территорию Албании.
Помпей принял дары и удовольствовался письмами Оройса с заверениями о подчинении, «даровал мир албанам» и весной 64 г. до н. э. решил продолжить поход на восток, к Каспийскому морю, но впоследствии, по словам Плутарха, отказался от своего намерения, повернул назад и вернулся в Малую Армению.

## Итоги римских походов

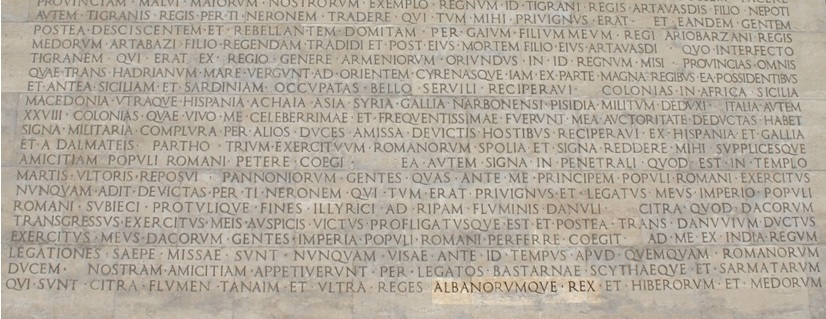
Фрагмент римской копии Анкирской надписи Августа с упоминанием албанских царей, что свидетельствует об установлении дипломатических отношений между Римом и Албанией

Ввиду отдалённости Албании, Рим практически не вмешивался в дела этой страны и, как отмечают авторы статьи о Закавказье в «Истории древнего мира» (Москва, 1989) «союз» с Римом скорее пошёл на пользу Албании, поскольку политически усилил его и укрепил экономические связи с Римом. Авторы статьи также полагают, что часть торговли Рима с Востоком пошла через Закавказье в обход Армении. Анкирская надпись римского императора Октавиана Августа же говорит о том, что между Римской империей и Албанским царством установились дипломатические отношения. Так, в этой надписи Август, в частности, говорит:
Нашу дружбу просили через послов бастарны, скифы, цари сарматов, живущих по эту сторону реки Танаис и за нею, а также цари албанцев («Albanorumque rex»), иверов, мидян.
Помимо этого от участников походов греческие и римские учёные получили основные дошедшие до наших дней сведения об албанском обществе. Страбон отмечает, что в албанском походе Помпея участвовал и историк Феофан Митиленский, оставивший описание этого похода, которое впоследствии использовалось многими античными историками. В послепомпеевское же время об Албании начал добываться значительный исторический и географический материал. Так, Страбон пишет: «Преимущественно современники наши могут сообщить кое-что достоверное о том, что касается британцев, германцев и народов, обитающих по Истру… а также и народов кавказских, как например, албанцев и иверов». Из продолжения данного отрывка Алексан Акопян заключает, что под «современниками» имеются в виду участники недавних походов римлян.
В связи с походами римских войск в Албанию сюда начинается широкий приток произведений античной глиптики. Такие исследователи, как И. Бабаев, полагают, что геммы с античными сюжетами изготавливались и на месте — в Албании, но отделить их от привозных не представляется возможным. На античных геммах эпохи Рима обычно изображены боги античного пантеона, предметы культа, символические сцены и т. д. В окрестностях Гянджи и Мингечевира были найдены литики с изображением рукопожатия. В римские времена перстни с таким сюжетом служили обручальными кольцами. В Мингечевире был также найден бронзовый перстень с греческой надписью. На местных же предметах глиптики в основном изображали различных животных. В III—IV вв. завоз римских гемм в Албанию прекращается.
Позже на территории Албании наряду с парфянскими монетами начинают встречаться и римские монеты. Однако, несмотря на то, что римская армия неоднократно посещала эту страну, находки римских монет в Албании довольно редки.

### На русском
- Акопян А. А. Албания-Алуанк в греко-латинских и древнеармянских источниках / Под ред. П. М. Мурадяна. — Ереван: Издательство Академии наук Армянской ССР, 1987. — 304 с.
- Джавадов И. Ш. О стоянке римских войск зимой 66/65 г. до н. э. в Закавказье // Доклады Академии наук Азербайджанской ССР. — 1960. — № 7.
- Джафар-заде И. М. Древнелатинская надпись у подошвы горы Беюк-Даш // Доклады Академии наук Азербайджанской ССР. — 1948. — Т. IV, № 7. — С. 304—311.
- Джафаров Ю. Р. О локализации храмовой области в Кавказской Албании // Вестник древней истории. — 1985. — № 2. — С. 97—104.
- Дреер М. Помпей на Кавказе: Колхида, Иберия. Албания // Вестник древней истории. — 1994. — № 1. — С. 20—32.
- Ельницкий Л. А. Римляне у Каспийских ворот // Вестник древней истории. — 1950. — № 1. — С. 193—194.
- Манандян Я. А. Круговой путь Помпея в Закавказье // Вестник древней истории. — 1939. — № 4. — С. 70—82.
- Пахомов Е. А. Римская надпись I в. н. э. и легион двенадцатого фульмината // Известия Академии наук Азербайджанской ССР. — 1949. — № 1.
- Тревер К. В. Очерки по истории и культуре Кавказской Албании IV в. до н. э.-VII в. н. э. — М.-Л.: Издательство Академии наук СССР, 1959. — 389 с.
- Ямпольский З. И. Вновь открытая латинская надпись у горы Беюк-Даш (Азербайджанская ССР) // Вестник древней истории. — 1950. — № 1. — С. 177—182.
- Тумбиль П. X. Римская надпись I в. н. э., обнаруженная в пределах Азербайджана (Кабристан) // Доклады Академии наук Азербайджанской ССР. — 1948. — Т. IV, № 7.
- История Дагестана с древнейших времен до наших дней / А. И. Османов (ответственный редактор), Х. Х. Рамазанов, А. И. Шихсаидов. — М.: Наука, 2005. — Т. I.
- Редакционная коллегия. Закавказье и сопредельные страны в период эллинизма // История древнего мира. Расцвет древних обществ  / Под ред. И. М. Дьяконова, В. Д. Нероновой, И. С. Свенцицкой. — М.: Наука, 1989. — С. 383—398.

### На английском
- M. L. Chaumont. Albania (англ.) // Encyclopædia Iranica. — 1985. — Vol. I. — P. 806—810.